# Icash
icash（アイキャッシュ）、または愛金卡（アイチンカー）は台湾の統一企業グループの愛金卡股份有限公司が発行するICカード型前払い式電子マネーで、台湾鉄路管理局、台北MRT、高雄MRT、台中MRT、桃園MRTの鉄道路線、桃園市、宜蘭地区、台中市、高雄市等の公共バスで利用できる非接触型ICカード乗車券機能も併せ持っている。

## 概要
台湾でセブン-イレブンを展開する統一超商主導で展開している流通系電子マネーだが、日本のnanacoとは互換性はなく、台湾のみで有効である。近年はバスを皮切りに鉄道でのIC乗車券エリアが拡大している。流通枚数は悠遊カードに次いで2番目に多い。
2004年12月に中国信託商業銀行と統一超商により接触式のiCash(1.0)が開発されたが、2013年統一超商の完全子会社である愛金卡公司を設立後、2014年より現行の非接触型のicash2.0に移行している。
センサーはRFID技術（NXPセミコンダクターズ社によるMifare技術）を使用しており、一部市内バス・高速バス路線、台湾鉄路管理局（2016年5月11日より）、高雄捷運（2016年7月1日より）等で利用できる。ポイントサービスとして利用額に応じたOPEN POINTが付与される。

## 種類
| 種類        | 記名         | 初回販売価格               | センサー方式 | 備考 |
| ----------- | ------------ | -------------------------- | ------------ | --- |
| icash       | 記名式申請可 | NT$100（デポジット分のみ） | 接触式       | 発行停止。ポイント（OPENPOINT）加算可。2018年10月1日よりチャージ不可、2019年1月1日で使用不可に。                                           |
| icash悠遊卡 | 不可         | NT$100（デポジット分のみ） | 非接触式     | 2015年発行停止。zh:悠遊卡公司と共同展開していた。icashを名乗るが悠遊卡の派生版である。ポイントサービスは悠遊カードのzh:UUPONが適用される。 |
| icash2.0    | 記名式申請可 | NT$100（デポジット分のみ） | 非接触式     | 現在唯一販売されている 販売企業向けの特注デザインは公式HPでのみ受け付けている。                                                            |

## 購入方法（icash2.0）
以下の場所で購入することができる。インターネットでも購入が可能。
- 台北捷運各駅
- 高雄捷運各駅
- 桃園捷運各駅
- 市府転運站の愛金卡客服中心（台北市）
- セブン-イレブン
- ミスタードーナツ
- 21世紀風味館（台湾発祥のファーストフードチェーン）
- 博客来
- ibonmart（オンライン）

指定金融機関との共同で記名式、オートチャージ機能つきの愛金聯名卡も発行している。

## チャージ方法
聯名卡は各駅入場時にオートチャージされる。
- 台北捷運各駅
- 高雄捷運各駅
- 桃園捷運各駅
- 台中捷運各駅
- 台湾鉄路管理局各駅窓口
- セブン-イレブン
- カルフール

## 払い戻し方法
一律100元。
破損時は手数料100元で交換。

## 交通機関での利用

### 鉄道
- 高雄捷運（MRT）：全線（紅線・橘線、2018年2月14日より高雄ライトレールも[4]）
- 台湾鉄路管理局：全線

台鐵の同区間は太魯閣号・普悠瑪号や観光列車、団体列車等の一部台鐵が指定する列車を除いて、特急に相当する自強号に乗車する場合、70kmまでの乗車であれば区間車（通勤電車）の1割引の運賃で立席乗車が可能となる(71km以上の場合は超過分に対して自強号の運賃を適用)。莒光号、区間車の場合は距離に関係なく区間車（通勤電車）運賃の1割引となる。
但し、誤って乗車した場合は下車駅で正規運賃を現金で支払わなければならない。太魯閣号、普悠瑪号の場合は罰金も科される。
基本的に自強号、莒光号、そして区間車と同じ料率の復興号も全車座席指定席列車のため、IC乗車の場合は空席があれば着席可能だが、あくまで自願無座（立席）扱いであるため座位票（座席指定券）所持者が優先となる。
- - また、セブン-イレブン店内端末ibonでの印刷またはアプリ「ibon行動生活站」で発券した場合、icashとicash2.0ともIC割引が適用されない列車であっても座席券・乗車券予約・購入後の決済手段として利用できる。
- 台北捷運：猫空ロープウェイを除く全線（2017年2月10日より[5]）
- 桃園捷運：2017年12月より[6][7]。
- 新北捷運：（淡海軽軌）2019年2月より[8]。
- 台中捷運
- 台湾高速鉄道：台鐵と同じくibon端末での発券で決済手段として利用可能。

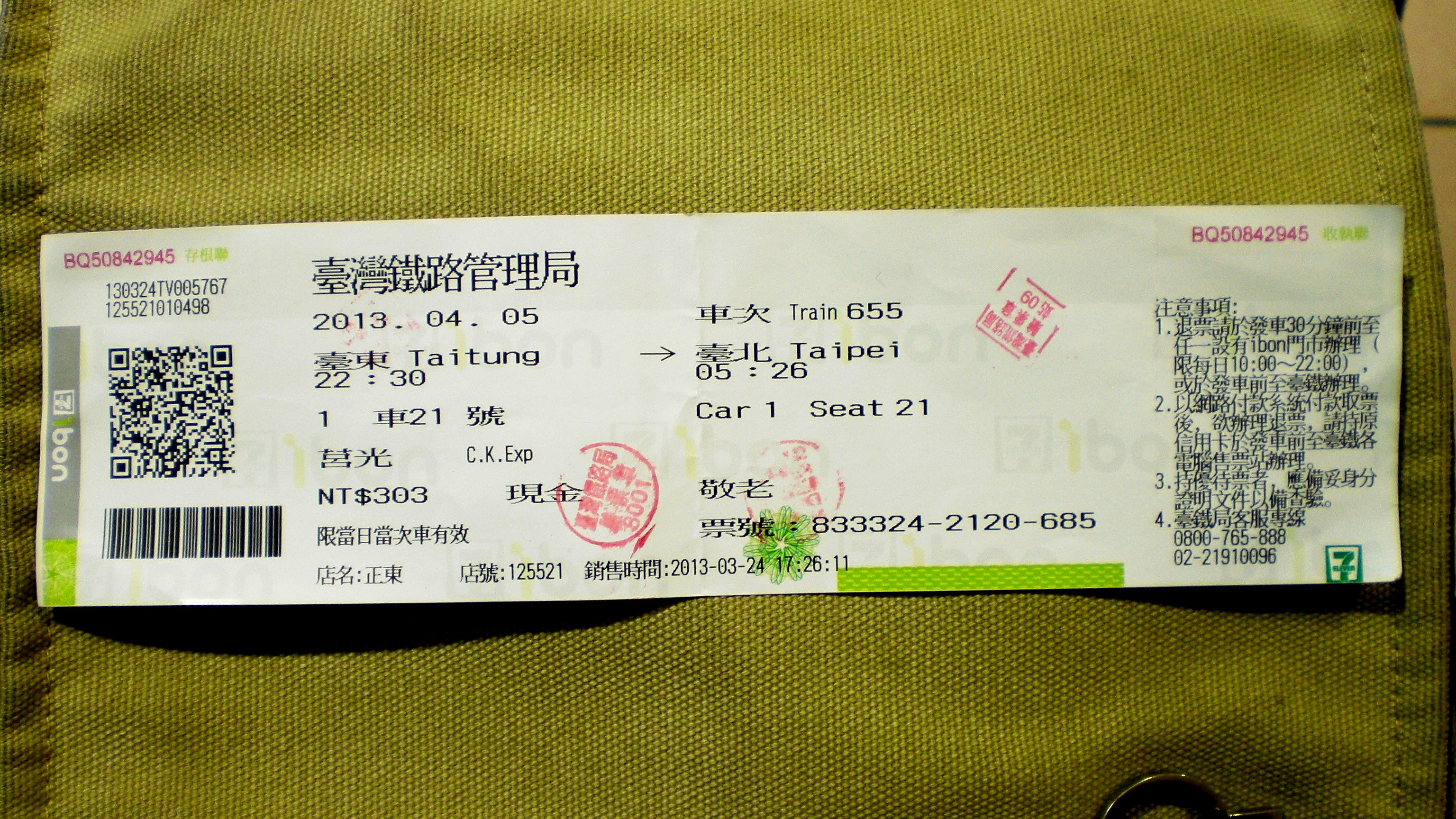
ibon発券の台鐵乗車券
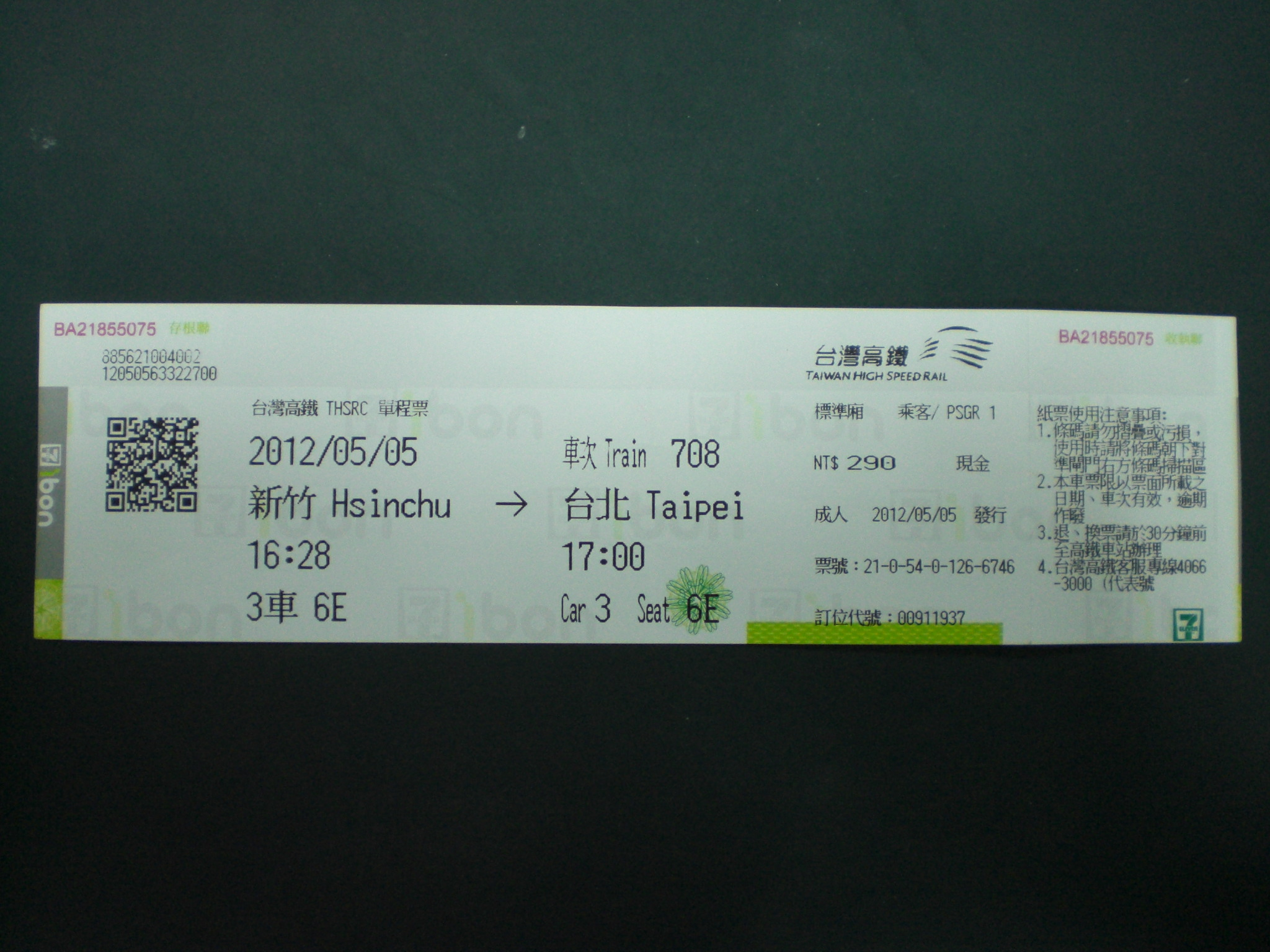
ibon発券の高鐵乗車券

### バス
BRT
- 嘉義BRT

公路客運
- 嘉義客運
- 福和客運（中国語版）1551路：2018年7月1日より[9]
- 葛瑪蘭客運（中国語版）（宜蘭線、南崁線）
- 汎航通運（中国語版）
- 太魯閣客運（中国語版）、鼎東客運（中国語版）[10]

市区公車
- 統聯客運（桃園市市区公車（中国語版））
- 連江県公共車船管理処（連江県市区公車（中国語版））[11]
- 台北聯営公車、新北市公車（中国語版）：2017年2月10日より[5]
- 大台南公車（中国語版）：2018年9月1日より[12]。
- 高雄市公車：2017年2月10日より[12]
- 基隆市公車：2017年12月より[13]
- 台中市公車：2019年3月より[14]
- 彰化県公車：2019年3月より[14]
- 南投県公車：2019年3月より[14]
- 屏東県公車：2019年3月より[14]
- 嘉義市公車：2020年6月より(国光客運運営開始)

### フェリー
- 高雄市輪船（旗津フェリー）：2017年12月より[15][16]。

## 電子マネーでの利用
- コンビニエンスストア
  - セブン-イレブン (台湾)
- ドラッグストア

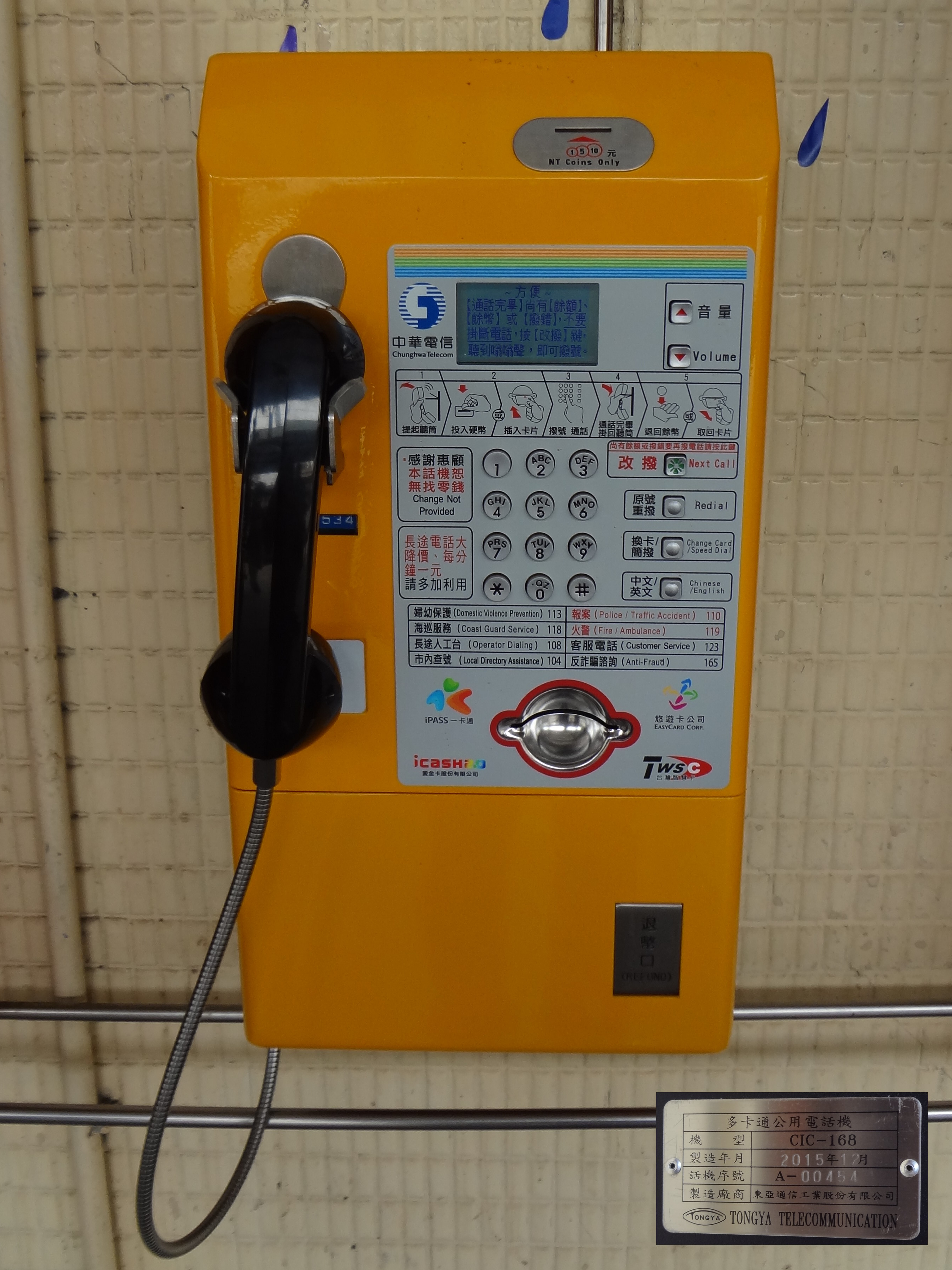
公衆電話

  - コスメド（中国語版）(COSMED/康是美)
- 飲食店
  - ミスタードーナツ
  - スターバックス
  - 聖娜多堡（ベーカリー）
  - コールド・ストーン・クリーマリー
  - 21風味館（中国語版）
- 小売店
  - 統一夢時代フードコート
  - カルフール
  - 新北市瑞芳区第二市場[17]
- 自動車関連
  - 統一精工スマイル（ガソリンスタンド）
  - 台中市恵来駐車場
  - 新北市民広場駐車場
- 娯楽施設
  - 国立伝統芸術中心（中国語版）
  - リーパオ・パーク（中国語版）
  - 剣湖山世界（中国語版）
  - 統一ライオンズ
- 公衆電話
  - 中華電信のIC対応機